# حوضخانه بیدخت
حوضخانه بیدخت مربوط به دوره قاجار است و در بیدخت، غرب خیابان مسجدجامع، ۱۰۰ متری شرق مسجدجامع واقع شده و این اثر در تاریخ ۲۵ اسفند ۱۳۷۹ با شمارهٔ ثبت ۳۲۳۷ به‌عنوان یکی از آثار ملی ایران به ثبت رسیده است.